# Episodi de Il cucciolo Scooby-Doo (quarta stagione)
La quarta stagione de Il cucciolo Scooby-Doo è stata trasmessa negli Stati Uniti su ABC dal 3 agosto al 17 agosto 1991. In Italia è stata trasmessa per la prima volta nel 1997.
Per l'ultima stagione della serie sono stati prodotti solo tre episodi, due da 23 minuti e un episodio composto da tre segmenti, uno da 4 minuti, uno da 10 minuti ed uno da 8 minuti, per uno totale di circa 23 minuti.
| Episodio | Titolo originale             | Titolo italiano                    | Trasmissione originale | Trasmissione italiana |
| -------- | ---------------------------- | ---------------------------------- | ---------------------- | --------------------- |
| 1        | The Were-Doo of Doo Manor    | Ospiti inattesi                    | 3 agosto 1991          |                       |
| 2a       | Catcher on the Sly           | L'accalappiacani                   | 10 agosto 1991         |                       |
| 2b       | The Ghost of Mrs. Shusham    | Il fantasma della Signora Shushman | 10 agosto 1991         |                       |
| 2c       | The Wrath of Waitro          | Waitro il peggior ristorante       | 10 agosto 1991         |                       |
| 3        | Mayhem of the Moving Mollusk | Allarme molluschi                  | 17 agosto 1991         |                       |

## Ospiti inattesi
Shaggy si trova nella cuccia sfarzosa di Scooby per un pigiama party quando vengono attaccati da un cane mannaro. Dopo averlo fatto scappare, Mamma e Papà-Doo dicendo di essere perseguitati dal mostro che li ha appena attaccati. La gang offre il suo aiuto e si recano a casa dei cani genitori dove incontrano un professore incaricato di tracciare l’albero genealogico della famiglia Doo. Durante le ricerche, l’uomo dice di aver trovato un cane di nome Nasty-Doo colpito da una maledizione che lo trasformò in un lupo mannaro. In più, Scooby verrà colpito dalla stessa maledizione. Allora la gang inizia a investigare rivolgendosi a Horton-Doo, lo zio scienziato di Scooby e imbattendosi nella donna che viveva nella casa prima che i Doo la ereditassero, la quale odia i cani. Il mostro si rivela essere il professore che voleva scavare un osso prezioso senza che nessuno mettesse il naso nei suoi affari.

## L'accalappiacani
L’episodio mostra le disavventure di un accalappiacani provando a catturare Scooby, senza riuscirci.
- Note:

1. Si tratta dell'unico episodio della serie in cui appaiono solo Scooby e Shaggy.
2. L'episodio è il più corto della storia del franchise con i suoi 4 minuti, 3 escludendo la sigla.

## Il fantasma della Signora Shushman
I ragazzi sono nel loro quartier generale quando il fantasma della signora Shushman, la responsabile della biblioteca, si presenta richiedendo il libro che Shaggy prese tempo prima e non restituì più. Per fortuna, i ragazzi riescono a farla andare via non prima di annunciare che il libro bisogna essere restituito prima di mezzanotte. I ragazzi cercano il libro, che Scooby aveva dissotterrato per sbaglio. Dopodiché, riportano il libro alla biblioteca e catturano il fantasma che si rivela essere la nuova proprietaria che voleva il libro per rivenderlo.

## Waitro il peggior ristorante
Shaggy e Scooby vanno al ristorante senza poter pagare. Il panico provoca una febbre a Shaggy, il quale inizia a sognare. Nel sogno, Waitro, un supercriminale che cucina cibo non commestibile, ipnotizza i cittadini per fargli mangiare tutto, a dispetto del sapore. La sindaca, che nel sogno si tratta di Daphne, chiede ai supereroi Commander Cool e Mellow Mutt, Shaggy e Scooby, di catturare il criminale. Grazie alla loro ingordigia, Shaggy e Scooby riescono nella missione. Nella vita reale, i due vengono assunti a lavare i piatti per ripagare il ristorante.

## Allarme molluschi
I ragazzi sono al quartier generale cucinando delle pizze quando Fred entra dicendo di aver ricevuto una lettera d’aiuto da alcuni fan di New York. I ragazzi vanno a New York dove vengono attaccati da un mostro lumaca. Dopo averlo seminato, i ragazzi vanno a trovare i Piccoli Cuccioli, i fan della gang ma la loro manager dice che la squadra si è separata proprio per colpa del mostro e chiede ai ragazzi di catturarlo per salvare la loro reputazione.